# Abona

Das Weinbaugebiet Abona in der Provinz Santa Cruz de Tenerife, auf den Kanarischen Inseln, Spanien

Abona ist ein spanisches Weinbaugebiet (→ Weinbau in Spanien).
Die Denominación de Origen liegt in der Provinz Santa Cruz de Tenerife im südlichen Teil der Insel Teneriffa. Den Status einer DO erhielt die Herkunftsbezeichnung im Jahr 1996. Die DO umfasst Weinberge in den Gemeinden Adeje, Arico, Arona, Fasnia, Granadilla de Abona, San Miguel de Abona und Vilaflor. Zu fast 70 % werden Weißweine aus Listán Blanco, sowie den einheimischen Sorten Gual und Sabro produziert.
Andere DO-Herkunftsbezeichnungen auf der Insel Teneriffa sind Tacoronte-Acentejo, Valle de Güímar, Valle de la Orotava und Ycoden-Daute-Isora.

## Geographie
Das insgesamt 1.995 ha große Weinbaugebiet liegt auf einer Höhe zwischen 210 und 1780 m.ü. Meeresspiegel. Die oben gelegenen Rebflächen, die sich auf dem Gemeindegebiet von Vilaflor befinden, zählen zu den höchstgelegenen in Europas. Die Weinberge liegen an den Hängen des 3.715 m hohen Teide.

### Böden
Die Insel Teneriffa entstand vor etwa sieben bis fünf Millionen Jahren durch vulkanische Aktivität. In den tiefer gelegenen Gebieten des Anbaugebiets finden sich lehmhaltige Böden mit Kalksteinen sowie einem Mergelanteil.

### Klima
Teneriffa besitzt wie alle anderen Inseln des Kanarenarchipels ganzjährig milde Temperaturen auf Grund der südlich der Rossbreiten entstehenden Nordost-Passatwinde. Besonders tagsüber steigt die mit Meereswasser gesättigte Luft am Teidemassiv hinauf. Es bilden sich in etwa 1.000 bis 1.200 Meter Höhe Wolken, die beim Kontakt mit den dortigen Lorbeer- und Kiefernwäldern zu feinem Nieselregen kondensieren.
Durch diese Tatsache existieren im Weinbaugebiet Abona diverse Mikroklimata. In Küstennähe bis auf eine Höhe von 550 m überwiegt ein trockenes und armes Klima. Die Rebflächen in einer Höhe von 550 bis 1200 m (also bis auf Höhe der Wolken) ist das Klima kühler und feuchter. Oberhalb von 1200 m sind die Anbaubedingungen wieder trockener. Bei kühleren Temperaturen fallen hier vor allem die Temperaturdifferenzen zwischen Tag und Nacht deutlicher aus und sind dem Anbau strukturierter Weißweine zuträglich. Leichter Frost in der Winterzeit ist in dieser Höhe keine Seltenheit.
| Wetterdaten         | Jan  | Feb  | Mär  | Apr  | Mai  | Jun  | Jul  | Aug  | Sep  | Okt  | Nov  | Dez  |
| Ø Sonnenstunden/Tag | 5,9  | 6,6  | 7,1  | 7,7  | 8,8  | 9,8  | 10,6 | 9,8  | 8,5  | 6,9  | 5,9  | 5,5  |
| Luft (°C)           | 17,9 | 17,9 | 18,6 | 19,0 | 20,4 | 22,2 | 24,3 | 25,0 | 24,3 | 22,8 | 20,6 | 18,7 |
| Wasser (°C)         | 19   | 18   | 18   | 18   | 19   | 20   | 21   | 22   | 23   | 23   | 21   | 20   |
| Regentage           | 5    | 5    | 5    | 3    | 1    | 0    | 0    | 1    | 1    | 3    | 5    | 6    |

## Rebsorten
Zu den empfohlenen Rebsorten zählen:
- rote Sorten: Listán Negro, Moscatel negro, Negramoll, Tintilla und Vijariego Negro
- weiße Sorten: Bermejuela, Gual, Malvasia de Sitges, Moscatel

Zugelassen sind darüber hinaus:
- rote Sorten: Bastardo Negro, Cabernet Sauvignon, Castellana Negra, Malvasía rosada, Merlot, Pinot Noir, Ruby Cabernet, Syrah, Tempranillo
- weiße Sorten: Bastardo Blanco, Forastera, Listán blanco, Pedro Ximénez, Sabro, Torrontés, Verdello, Vijariego Blanco

Während früher als Reberziehung die Buschform (lokal en vaso genannt) überwog, tendieren die Winzer jetzt eher zur Drahtrahmenerziehung, die lokal en espaldera genannt wird. Bei der Drahtrahmenerziehung sind die Guyot-Erziehung und Cordón Royal zugelassen.